# Marcus Terentius Quirinalis
Marcus Terentius Quirinalis (vollständige Namensform Marcus Terentius Marci filius Pollia Quirinalis) war ein im 1. Jahrhundert n. Chr. lebender Angehöriger des römischen Ritterstandes (Eques).
Durch ein Militärdiplom, das auf den 12. Mai 91 datiert ist, ist belegt, dass Quirinalis 91 Kommandeur der Ala III Thracum Augusta war, die zu diesem Zeitpunkt in der Provinz Syria stationiert war. Er war in der Tribus Pollia eingeschrieben.